# Yuri Bakarinov
Yuri Bakarinov (Unión Soviética, 8 de mayo de 1938) fue un atleta soviético especializado en la prueba de lanzamiento de martillo, en la que consiguió ser medallista de bronce europeo en 1962.

## Carrera deportiva
En el Campeonato Europeo de Atletismo de 1962 ganó la medalla de bronce en el lanzamiento de martillo, llegando hasta los 66.57 metros, siendo superado por el húngaro Gyula Zsivótzky (oro con 69.64 m) y su compatriota soviético Aleksey Baltovskiy (plata con 66.93 metros).